# Ginés González García
Ginés González García, argentinski zdravnik in politik, * 31. avgust 1945, San Nicolás de los Arroyos, Argentina, 18. oktober 2024, Buenos Aires, Argentina.